# Diane M. Secoy
Diane Marie Secoy (* 31. Oktober 1938 in Kenton, Ohio) ist eine US-amerikanische Herpetologin und Hochschullehrerin.

## Leben
Secoy war die Tochter von Charles und Esther Secoy, geborene Hunter. Sie erlangte im Jahr 1960 den Bachelor of Science und im Jahr 1962 den Master of Science an der Ohio State University. Von 1967 bis 1968 war sie Assistenzkuratorin in der Abteilung für Herpetologie und Paläontologie des University of Colorado Museum of Natural History. 1968 wurde sie mit der Dissertation The myology of Sceloporus clarki clarki Baird and Girard (Reptilia: Iguanidae) an der University of Colorado zum Ph.D. in Herpetologie promoviert. Von 1968 bis 1982 war sie zuerst Assistenzprofessorin und anschließend außerordentliche Professorin an der University of Regina. 1982 wurde sie zur ordentlichen Professorin im Fachbereich Biowissenschaften ernannt. Von 1984 bis 1990 war sie stellvertretende Dekanin für die Aufbaustudien. 2005 ging sie als Professor Emerita in den Ruhestand.
Secoy befasst sich mit der Morphologie der Reptilien, mit der Ökologie der Reptilien der nördlichen Hemisphäre und mit der Geschichte der Schädlingsbekämpfung.
Secoy ist Mitglied bei Sigma Xi, der American Society of Ichthyologists and Herpetologists, der Herpetologists’ League, der Society for the Study of Amphibians and Reptiles, der Canadian Society of Zoologists, der American Society of Zoolgists und der Canadian Society of Herpetologists.
1986 veröffentlichte sie die in Zusammenarbeit mit Thomas Paul Maslin, Jr. entstandene Combinatio nova der Carmen-Rennechse (Aspidoscelis carmenensis), die auf der Isla Carmen im Golf von Kalifornien endemisch ist. Im selben Jahr gab sie mit Maslin die Schrift A Checklist of the Lizard Genus Cnemidophorus (Teiidae) heraus. Maslin war ein ehemaliger Professor von Secoy und verstarb im Jahr 1984. Daneben schrieb sie Beiträge für die Encyclopedia of Saskatchewan.

## Privates
1971 heiratete Secoy Allan Edward Smith (1937–2014), der als Chemiker an der Regina Research Station of Agriculture in Kanada tätig war. Ihr Ehename lautete daher Secoy Smith.